# Thursius
Il tursio (gen. Thursius) è un pesce osseo estinto, appartenente ai sarcotterigi. Visse nel Devoniano medio - superiore (Givetiano, circa 388 - 386 milioni di anni fa) e i suoi resti fossili sono stati ritrovati in Europa.

## Descrizione
Questo pesce era di dimensioni medio-piccole, e solitamente non superava di molto i 20 centimetri di lunghezza. Era dotato di un corpo snello e allungato; la testa era stretta e gli occhi piccoli; l'apertura boccale era profonda. Le due pinne dorsali erano arrotondate e spostate all'indietro, verso la parte posteriore del corpo. Le pinne pelviche e quella anale erano opposte alle due pinne dorsali. Le pinne pettorali erano lunghe e strette; la pinna caudale era eterocerca, con il lobo superiore robusto e allungato e quello inferiore più corto e ampio. Il corpo era ricoperto da scaglie rettangolari e disposte in file diagonali. 
Tra le caratteristiche distintive di Thursius rispetto ad altri generi simili come Osteolepis e Gyroptychius, si ricordano le aperture delle narici poste in posizione molto avanzata e la presenza di una singola linea di pori del canale sensorio sulle ossa della volta cranica.

## Classificazione
Il genere Thursius venne istituito da Traquair nel 1888 per accogliere la specie Thursius macrolepidotus, precedentemente descritta da Sedgwick e Murchison nel 1829 come Dipterus macrolepidotus, e la specie Thursius pholidotus; entrambe queste specie provengono da depositi del Devoniano medio della Scozia settentrionale. Altre specie attribuite a questo genere provengono dall'Estonia e dalla Lettonia (T. estonicus, T. talsiensis, T. fisheri). 
Thursius è stato a lungo considerato un membro della famiglia Osteolepidae, ma studi più recenti hanno indicato che questo pesce faceva parte di un taxon a sé stante (Thursiidae), pur nell'ambito degli Osteolepiformes (Borgen e Nakrem, 2016).

## Paleoecologia
Thursius era un piccolo predatore che nuotava grazie a potenti movimenti della coda; è probabile che venisse predato da pesci più grandi quali Glyptolepis.